# Liam Fox (actor)
Paul Fox, más conocido como Liam Fox, es un actor británico. Entre sus trabajos destaca su interpretación de Dan Spencer en la serie Emmerdale Farm.

## Biografía
En 1999 se casó con la actriz inglesa Nicole Barber-Lane, la pareja tiene un hijo Ben Fox y Liam es padrastro de la hija de Nicole de una relación anterior, Gemma. A principios de febrero del 2015 la pareja anunció que se habían separado después de 16 años de matrimonio y finalmente se divorciaron en el 2015.
Paul comenzó a salir con la actriz Jo Hudson, y en el 2019 la pareja anunció que se había comprometido.

## Carrera
En el 2008 apareció como invitado en la serie Coronation Street donde interpretó a Andy Partridge, anteriormente había aparecido por primera vez en la serie en el 2000 donde interpretó a un villano en el episodio # 1.4745 y nuevamente apareció en el 2005 como un repartidor durante el episodio # 1.6161.
En el 2009 dio vida a un camillero en la serie Casualty 1909.
En el 2011 se unió al elenco de la serie The Case donde interpretó al oficial de la policía Murray Deakin.
El 9 de noviembre del mismo año se unió al elenco principal de la serie Emmerdale Farm donde interpreta a Daniel "Dan" Spencer, hasta ahora. Anteriormente había aparecido por primera vez en la serie entre el 2002 y el 2004 donde interpretó al oficial de la policía Tyrell en cuatro episodios.

## Filmografía

### Series de televisión
| Año             | Título              | Personaje                  | Notas                        |
| --------------- | ------------------- | -------------------------- | ---------------------------- |
| 2011 - presente | Emmerdale Farm      | Dan Spencer                | 431 episodios                |
| 2013            | Dancing on the Edge | Sargento                   | episodio # 1.2               |
| 2012            | Casualty            | Terry Fisher               | episodio "Appropriate Force" |
| 2011            | The Force           | Murray Deakin              | 3 episodios                  |
| 2009            | Casualty 1909       | Porter                     | 2 episodios                  |
| 2008            | Coronation Street   | Andy Partridge             | episodio # 1.6768            |
| 2003            | The Royal           | Conductor de la Ambulancia | 4 episodios                  |
| 2003            | Clocking Off        | Cartero                    | episodio # 4.2               |
| 2003            | A Touch of Frost    | Guardia                    | episodio "Close Encounters"  |
| 2001            | Cold Feet           | Oficial de Policía         | episodio # 4.3               |
| 2000            | North Square        | Jarrett                    | episodio # 1.2               |
| 2000            | Fat Friends         | Mesero                     | episodio "Fat Chance"        |
| 1999            | Dinnerladies        | Derwent                    | episodio "Catering"          |

### Películas
| Año  | Título                         | Personaje            | Notas                                                                               |
| ---- | ------------------------------ | -------------------- | ----------------------------------------------------------------------------------- |
| 2011 | Boxed                          | -                    | corto - junto a Warren Brown, Phil Marley, Tony Mooney y Sue Parkinson              |
| 2002 | Blood Strangers                | Sgt. Frank Outhwaite | junto a Caroline Quentin, Paul McGann, Sheridan Smith, David Crellin y Ray Panthaki |
| 2000 | There's Only One Jimmy Grimble | Asistente de Ventas  | junto a Robert Carlyle, Ben Miller, Gina McKee y Samia Ghadie                       |

### Productor
| Año  | Título | Notas                      |
| ---- | ------ | -------------------------- |
| 2011 | Boxed  | corto - productor asociado |

## Premios y nominaciones
| Año  | Categoría             | Premio                    | Serie          | Resultado |
| ---- | --------------------- | ------------------------- | -------------- | --------- |
| 2013 | Most Popular Newcomer | National Television Award | Emmerdale Farm | Nominado  |